# Marko Rutilije Lup
Marko Rutilije Lup (Marcus Rutilius Lupus, kraj 1. i početak 2. vijeka) bio je rimski velikodostojnik u doba cara Trajana. Služio je kao prefekt, odnosno guverner Egipta u vrijeme velikog Trajanovog pohoda na istok. Za vrijeme njegovog mandata 115. godine je u Egiptu, kao i drugim dijelovima Carstva, izbio masovni ustanak Jevreja protiv rimske vlasti. Ustanici su uspjeli zauzeti Aleksandriju, masakrirali tamošnje ne-jevrejske stanovnike te ozbiljno ugrozili opskrbu Rima žitom. Lup je, koristeći vojne snage na raspolaganju, uspio povratiti vlast nad Aleksandrijom, ali se morao obratiti Trajanu za pomoć koji mu je poslao pojačanja na čelu sa Marcije Turbonom, koji će nakon gušenja ustanka postati de facto guverner Egipta.